# DAF 33
DAF 33 – samochód osobowy produkowany przez holenderską firmę DAF w latach 1967-1974. Dostępny był jako 2-drzwiowy sedan i dostawczy van. Do napędu używano silnika B2 chłodzonego powietrzem o pojemności 0,7 l. Moc przenoszona była na oś tylną. Auto posiadało bezstopniową skrzynię biegów „Variomatic”, która pozwalała na jazdę z tą samą prędkością do tyłu co do przodu. Model produkowano w Eindhoven w Holandii. 

## Dane techniczne (33 De Luxe 0,7)

### Silnik
- B2 0,7 l (746 cm³), 2 zawory na cylinder, OHV
- Średnica × skok tłoka: 85,50 mm x 65,00 mm
- Stopień sprężania: 7,50:1
- Moc maksymalna: 32 KM (23,9 kW) przy 4200 obr./min
- Maksymalny moment obrotowy: 57 N•m przy 2700 obr./min

### Osiągi
- Przyspieszenie 0-100 km/h: b.d.
- Prędkość maksymalna: 113 km/h

## Galeria

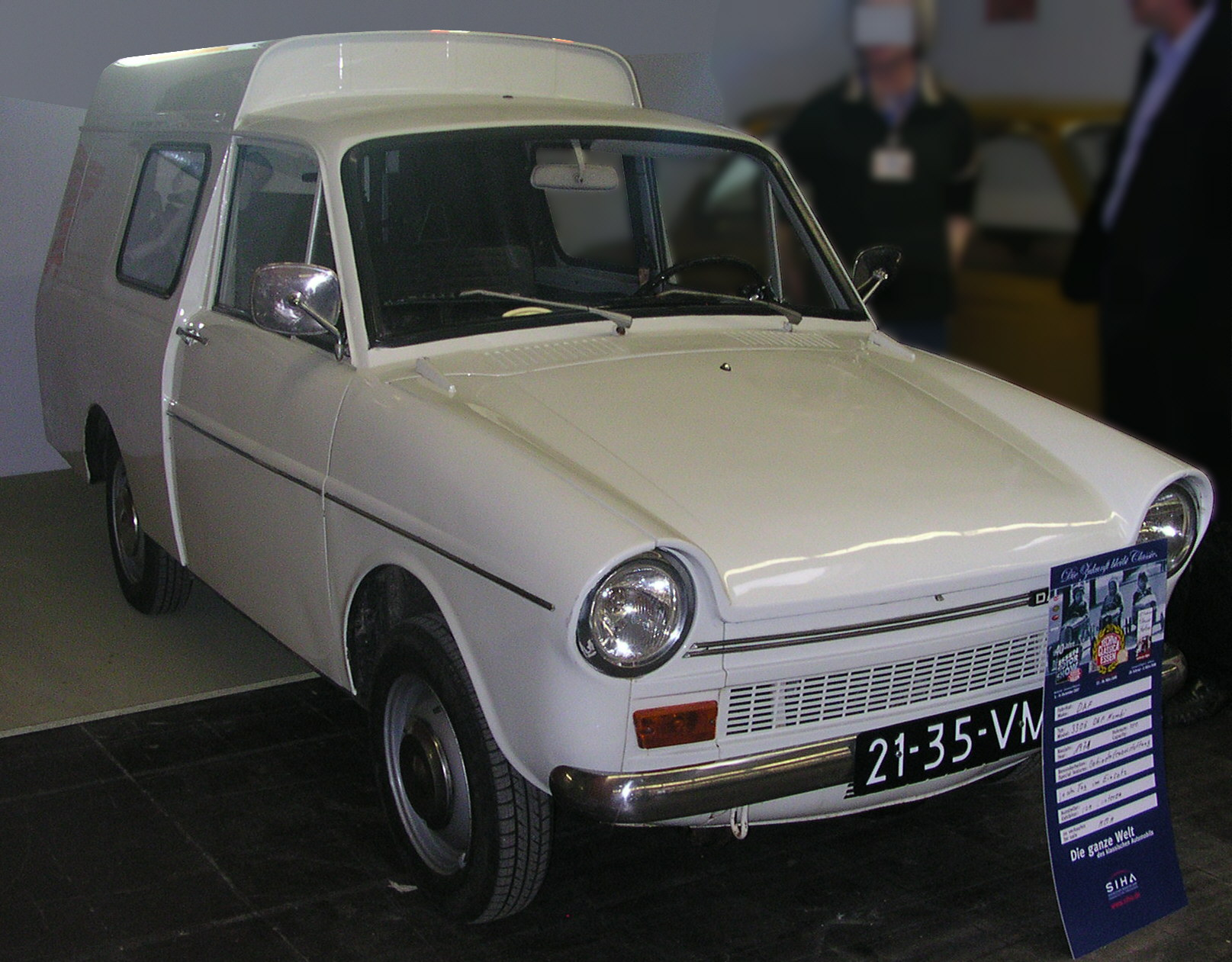
DAF 33 Van
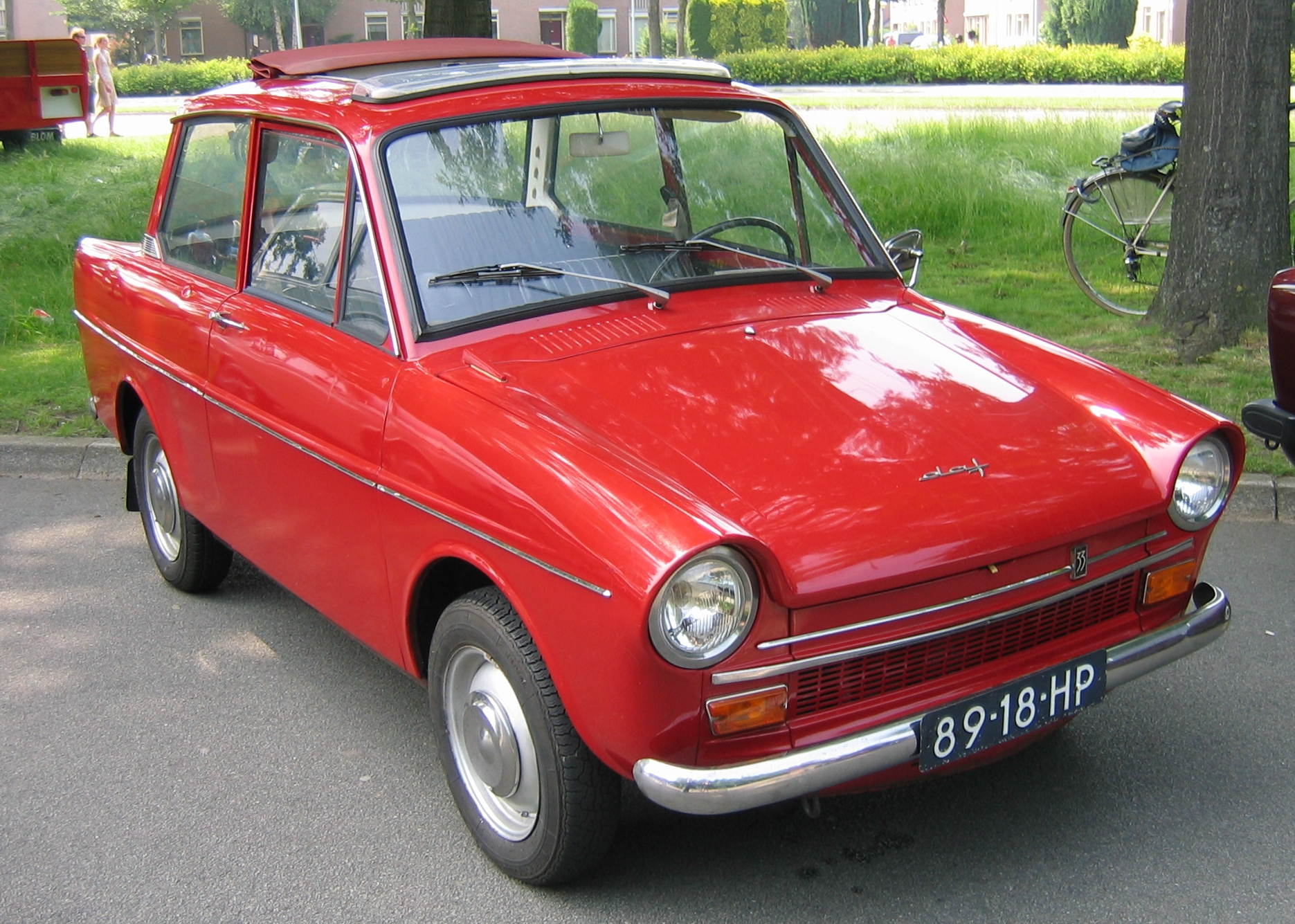
DAF 33
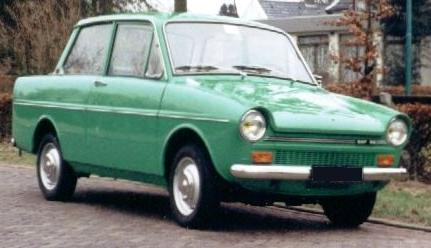
DAF 33